# Guerlinguetus aestuans
Sciurus aestuans
Genre
Espèce
Statut de conservation UICN

 LC  : Préoccupation mineure
Synonymes
- Sciurus aestuans  Linnaeus, 1766 - basionyme

Le Grand Guerlinguet ou Écureuil des Guyanes (Guerlinguetus aestuans) est un écureuil arboricole endémique d'Amérique du Sud, proche du genre Sciurus. On le rencontre dans le Sud-est de la Colombie, au Brésil, au Guyana, en Guyane, au Suriname et au Venezuela.
Son pelage brun foncé le dissimule parmi les branchages du sous-bois. Il se nourrit principalement de fruits et de noix, mais peut occasionnellement consommer des œufs et des oisillons.

## Sous-espèces
Plusieurs sous-espèces sont distinguées :
- S. a. aestuans
- S. a. alphonsei
- S. a. garbei
- S. a. georgihernandezi
- S. a. henseli
- S. a. ingrami
- S. a. macconnelli
- S. a. poaiae
- S. a. quelchii
- S. a. venustus

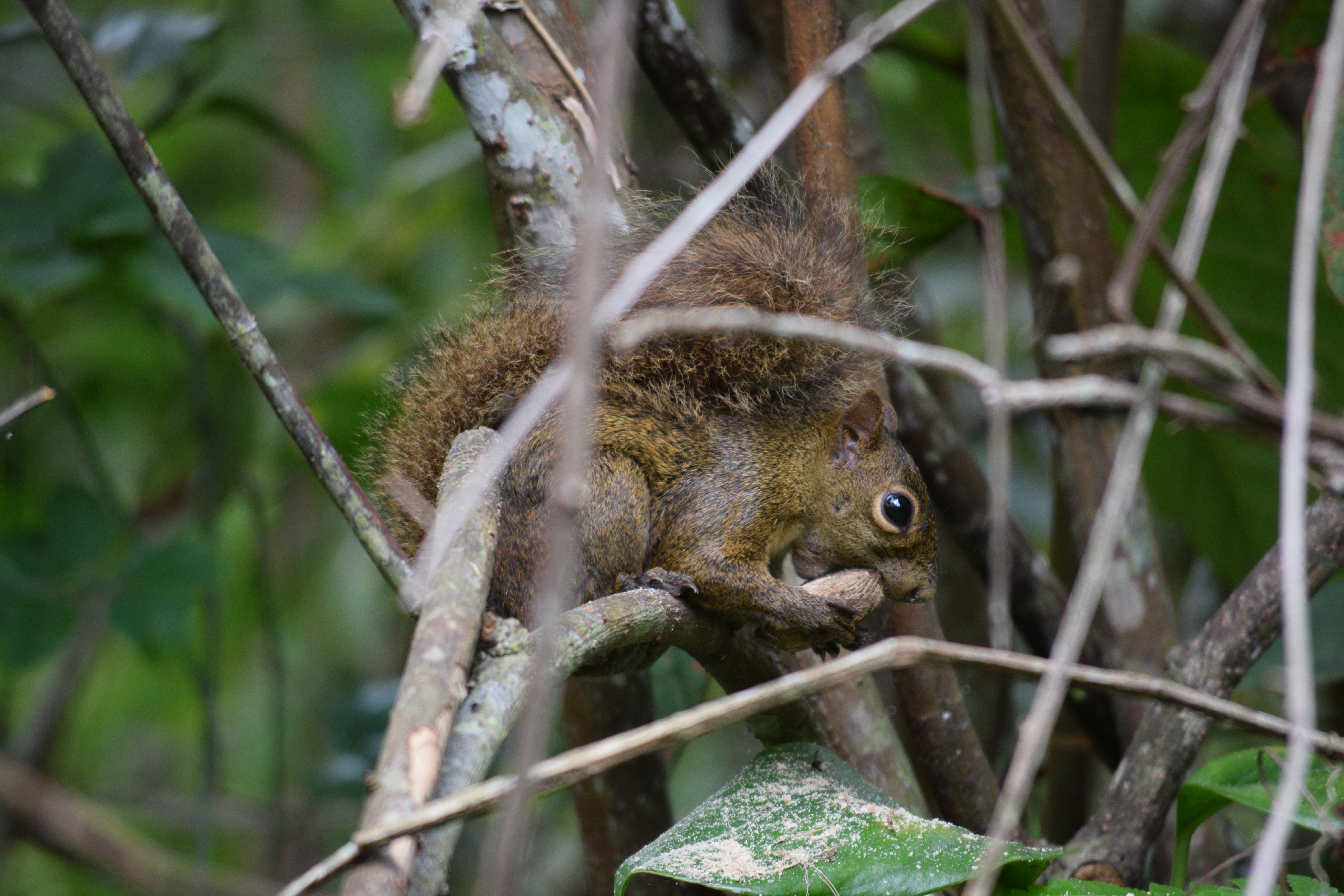
Grand Guerlinguet dans la végétation.
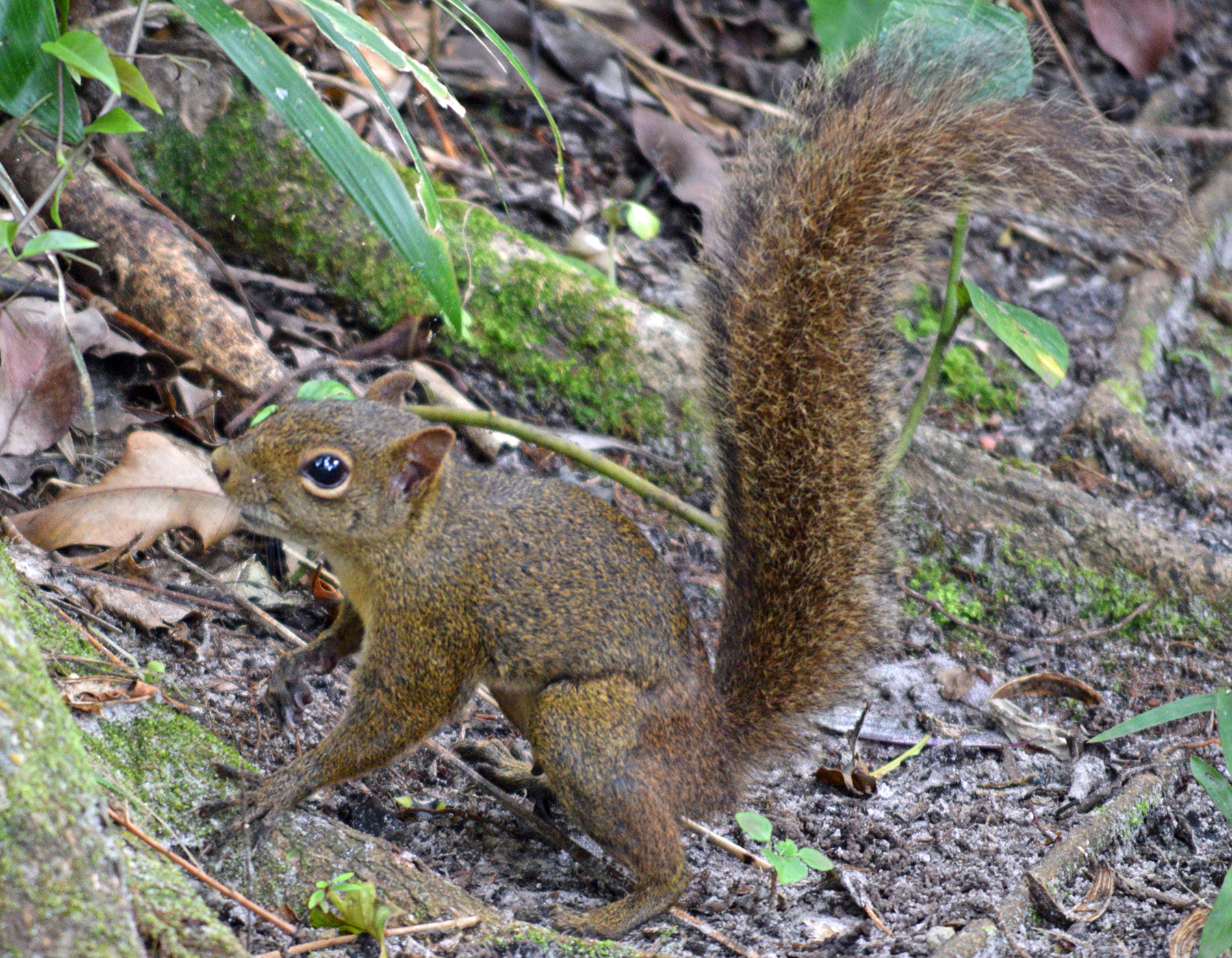
Guerlinguetus aestuans au sol.
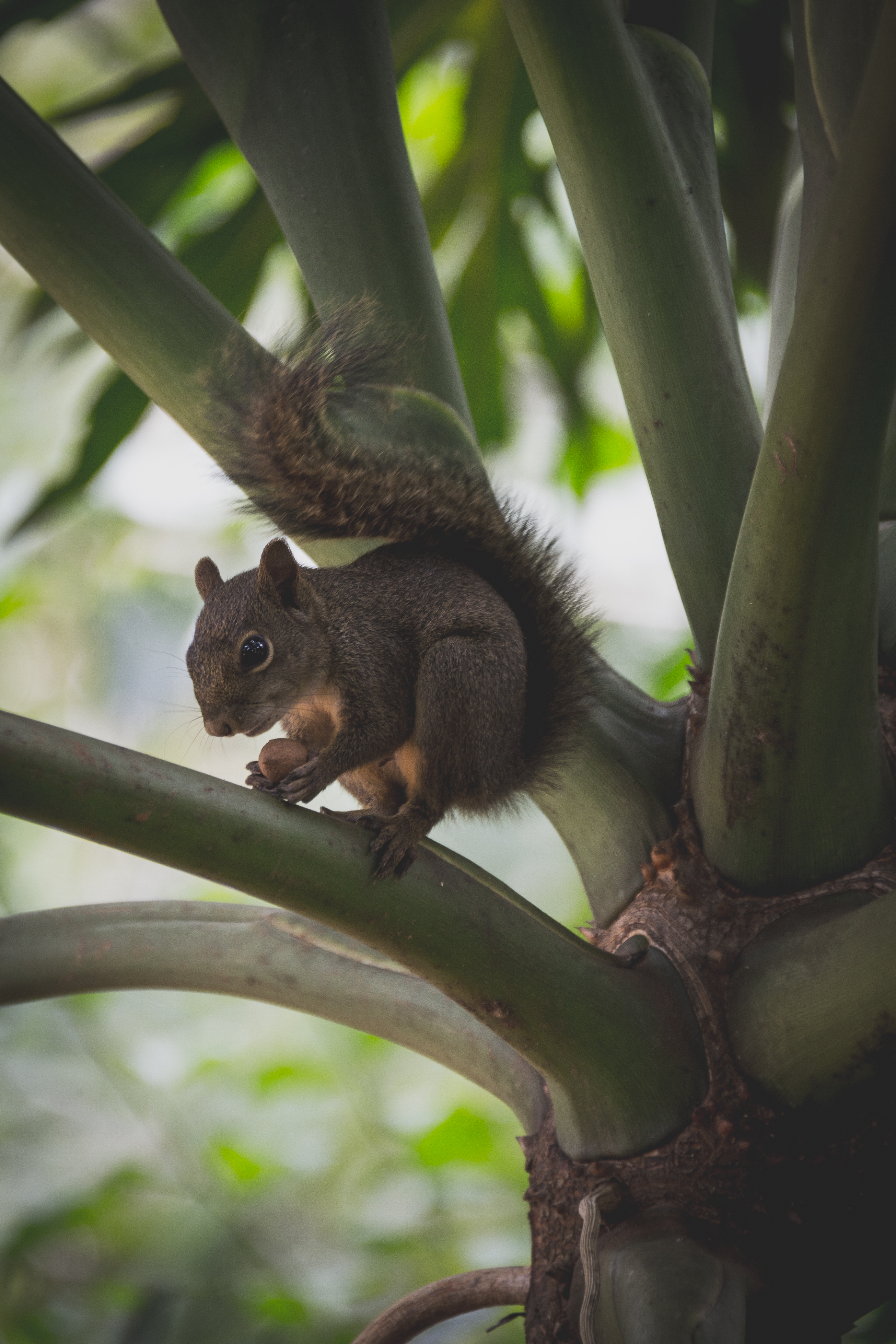
Grand Guerlinguet sur les pétioles d'un Philodendron
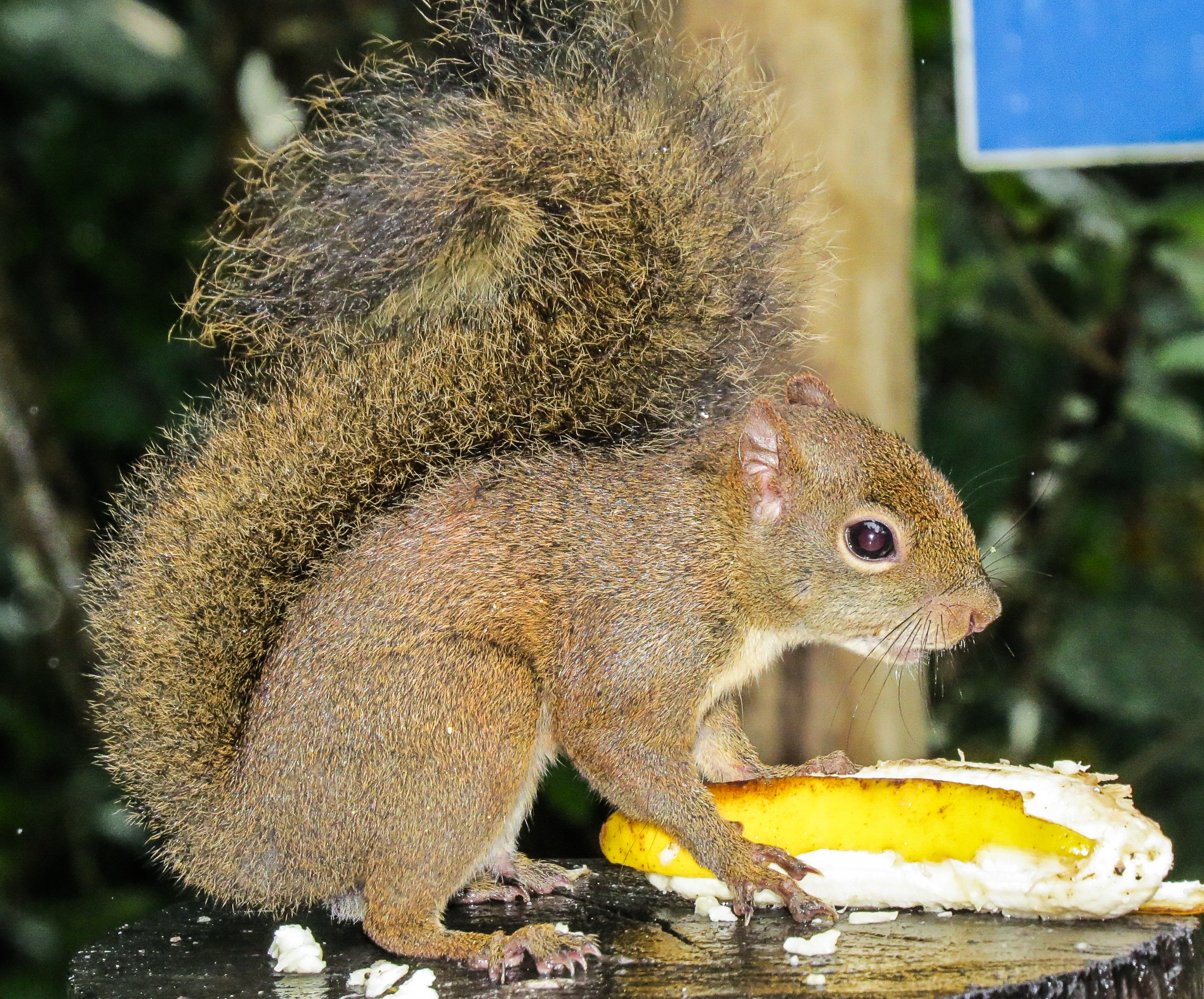
Guerlinguetus aestuans en captivité.
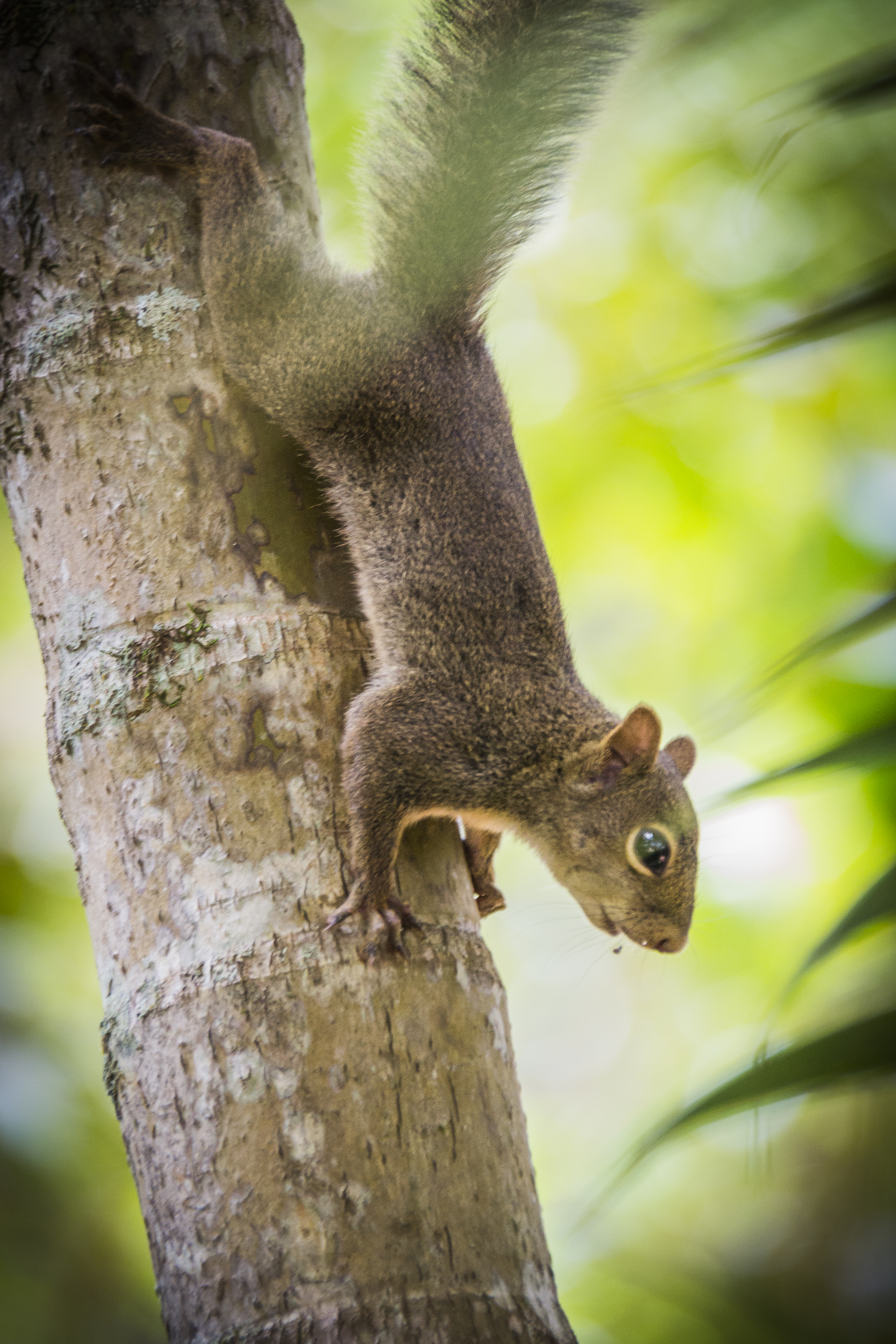
Guerlinguetus aestuans sur un stipe de palmier.
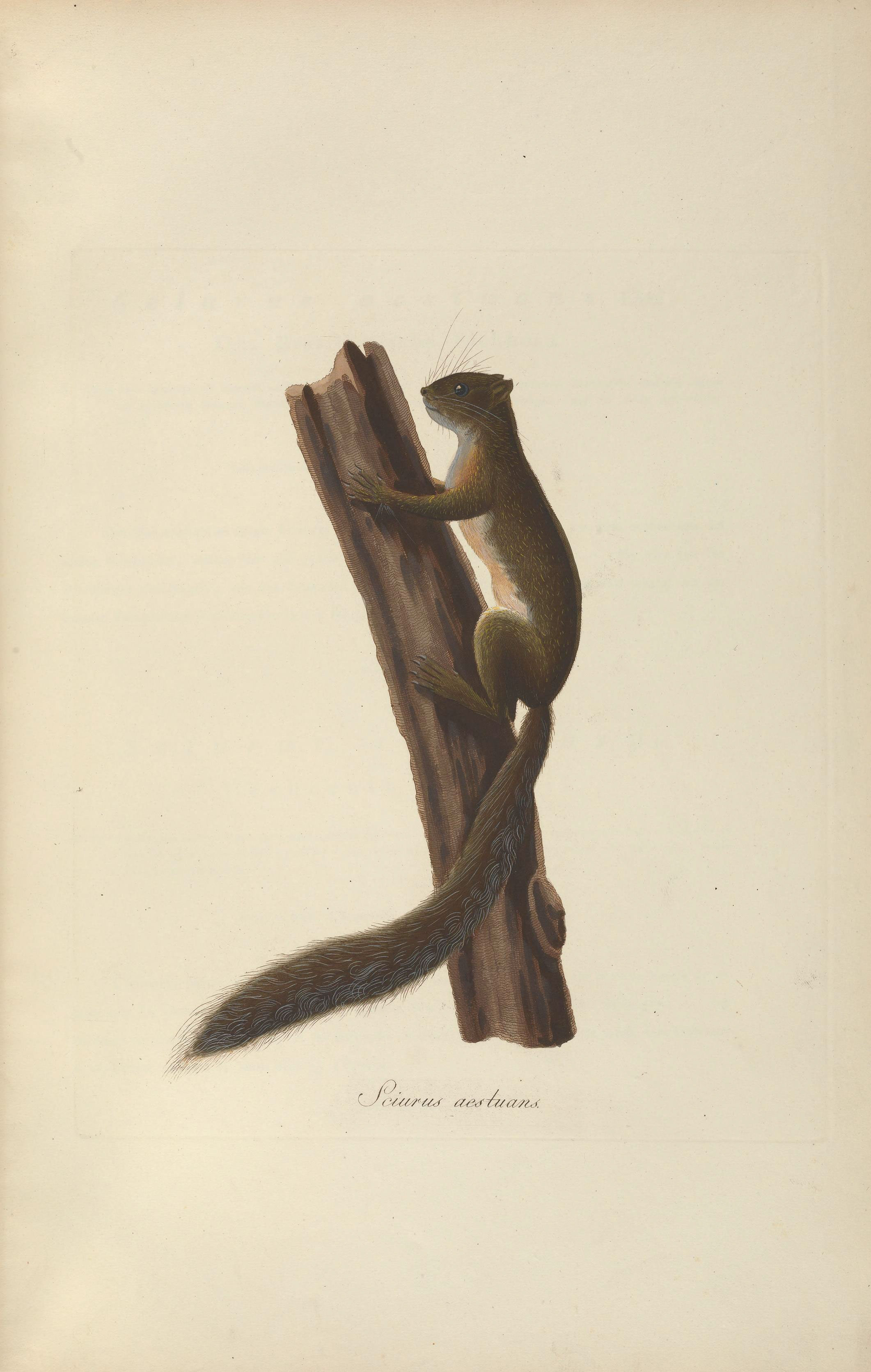
planche n°22 de Abbildungen zur Naturgeschichte Brasiliens (1822) par Maximilian Wied